# Will Chase
Frank William Chase (nacido el 12 de septiembre de 1970) es un actor, director y cantante estadounidense nominado al premio Tony, conocido por su trabajo en Broadway y por su papel como la superestrella del country Luke Wheeler en Nashville de ABC.

## Primeros años y educación
Chase nació en Frankfort, Kentucky, y es el menor de tres hermanos. Se graduó de Western Hills High School y del Conservatorio de Música de Oberlin, en donde estudió dirección con Robert Spano y percusión con Michael Rosen.

## Trayectoria profesional
Chase comenzó su carrera como actor en Chicago, actuando en producciones teatrales regionales y recibió tres nominaciones al premio Joseph Jefferson. [Luego interpretó a Chris en la segunda gira nacional de Miss Saigon. Actuó por primera vez en Broadway en 1998 como el hombre de la escobilla de goma y suplente de Roger en Rent en el papel originado por Adam Pascal; también protagonizó el último Roger en la compañía final de Broadway de Rent, que se grabó para el lanzamiento teatral titulado Rent: Filmed Live on Broadway Sus créditos adicionales en Broadway incluyen Miss Saigon (con la estrella original Lea Salonga interpretando a Kim para cerrar la producción de Broadway); The Full Monty, como reemplazo de Jerry Lukowski (2001); Lennon (2005); Aida (reemplazo de Radamés, 2003-04), otro papel originado por Pascal; y Tony en Billy Elliot el Musical. También estuvo en A Little Princess the Musical como el Capitán Crewe. En 2005, interpretó a Neville Craven en el concierto The Secret Garden del Día Mundial del SIDA de 2005.
En 2006, protagonizó High Fidelity en Broadway, y actuó como Valentín en Kiss of the Spider Woman en el Signature Theatre de Arlington (Virginia), por el que recibió una nominación al premio Helen Hayes 2009 al mejor actor principal.
Apareció en The Pajama Game junto a Kate Baldwin en The Muny (St. Louis) en julio de 2007. Actuó en Oklahoma en 2007 en el Lyric Theatre junto a Kelli O'Hara, y en Broadway en el musical The Story of My Life en 2009. En agosto de 2012, sustituyó temporalmente a Matthew Broderick en el papel de Jimmy Winter en el musical de Broadway Nice Work If You Can Get It.
Estuvo nominado en los premios Tony 2013, en concreto a la categoría de  mejor actor principal en un musical por su papel de John Jasper / Mr. Clive Paget en la reposición de Broadway de El misterio de Edwin Drood.
Chase fue la estrella invitada tras su participación comoMichael Swift en la serie Smash de NBC. Luego pasó a interpretar el papel de la super estrella del country Luke Wheeler en la serie de televisión Nashville. Otras de sus apariciones en televisión incluyen Quantico, The Deuce de HBO, el papel recurrente de Pat Mahoney en Rescue Me, Cupid, Canterbury's Law, Law & Order, Third Watch, Conviction y Queens Supreme, Hallmark 's The Lost Valentine, junto a Jennifer Love Hewitt. y Betty White ; el final de la temporada 2011 de Royal Pains (EE. UU.); Sangre Azul (CBS); y el drama de ABC Pan Am. En 2012, apareció en la serie White Collar, en el episodio " Neighborhood Watch ", y apareció en la serie Unforgettable, en el episodio "The Comeback".[cita requerida]
También ha interpretado el papel principal en la película Butterflies of Bill Baker en el año  2013. Chase pone voz al personaje de Angee en A Warrior's Tail (2016).
Chase ha interpretado el papel de William Shakespeare a manos de Christian Borle en Broadway en el musical Something Rotten!.  La fecha de su participación fue el 18 de julio de 2016.
También Chase ha interpretado el personaje de Byron Marks en la apertura de la temporada del 27 de septiembre de 2017 de Law and Order: SVU con el título "Gone Fishin".
Interpretó el papel de Neil Hargrove en la segunda temporada de la serie de televisión web estadounidense de terror y ciencia ficción, Stranger Things, que se estrenó en Netflix el 27 de octubre de 2017, y aparece en el drama de HBO Sharp Objects como Bob Nash
Interpretó a Fred Graham/Petruchio junto a Kelli O'Hara en la reposición de Broadway de Kiss Me, Kate en 2019.
En 2020 y 2021 escribió y dirigió los premiados cortometrajes Dagger and Trunk Show, este último con sus hijos, los actores Daisy y Gracie Chase.
En 2022, interpretó a Kurt Dockweiler en los dos episodios de la primera temporada de Bosch: Legacy, que se estrenó en Amazon Freevee el 6 de mayo de 2022. En marzo de 2022 comenzó la producción de The Crowded Room, de Apple TV, protagonizada por Tom Holland.

## Vida personal
Chase tiene dos hijos, Daisy y Gracie Chase, con la fallecida Lori Davis, con la que estuvo casado de 1996 a 2008. Estuvo casado con la actriz Stephanie Gibson desde 2009 hasta su divorcio en 2012.
Él y Debra Messing estuvieron saliendo del 2011 al 2014.
Desde 2015 ha estado en una relación con la artista Ingrid Michaelson.